# اسماعیل تبادار
اسماعیل تبادار (زادهٔ ۴ اردیبهشت ۱۳۳۶ - شهرستان بندر گناوه) سیاستمدار ایرانی و استاندار فارس در ابتدای دولت دوازدهم بود.
وی از سال ۱۳۸۱ تا ۱۳۸۴ استاندار استان بوشهر و از سال ۱۳۹۶ تا ۱۳۹۷ استاندار استان فارس بود.